# Bethalus pretoriensis
Bethalus pretoriensis är en kräftdjursart som först beskrevs av Dollfus 1895.  Bethalus pretoriensis ingår i släktet Bethalus och familjen Armadillidae. Inga underarter finns listade i Catalogue of Life.